# Martín i Soler
El Martín i Soler es un ferry-crucero de la naviera española Baleària Eurolineas Marítimas.

## Historia
El barco fue construido con el número de casco 1 655 en el astillero Hijos de J. Barreras de Vigo construido para la naviera Baleària Eurolineas Marítimas. Su botadura tuvo lugar el 5 de junio del año 2008, finalizándose su construcción el 15 de enero de 2009. Su coste fue de 89 millones de euros. Fue el primero de los cuatro ferries del programa de construcción denominado “Baleària+” que se encargaron al astillero para la naviera Baleària. Fue galardonado con el Premio Shippax en la categoría «ferri con mejor diseño interior».
El buque fue puesto en servicio bajo bandera española con puerto base en Santa Cruz de Tenerife. Sus rutas inicialmente discurrían entre Barcelona o Valencia y las Islas Baleares, Ibiza o Menorca, y en parte también Mallorca. Actualmente (2024) realiza la ruta marítima entre Almería y Melilla. Lleva el nombre del compositor español Vicente Martín y Soler.

## Datos técnicos y equipamiento
El barco fue construido inicialmente con una propulsión diésel-mecánica. Estaba propulsado por dos motores diésel  cuatro tiempos-nueve cilindros del fabricante Caterpillar (tipo: MaK 9M43C) con 9 000 kW de potencia cada uno. En 2021, el buque se reformó para poder funcionar con gas natural licuado. Está equipado con dos motores Caterpillar de doble combustible (tipo: MaK 9M46DF) con 8 685 kW cada uno y un tanque de gas natural licuado. Los motores actúan sobre dos hélices de paso variable mediante engranajes reductores. La velocidad de crucero del barco es de unos 21 nudos. El barco está equipado con dos propulsores de proa eléctricos con hélices de paso variable, cada uno con una potencia de 1 000 kW. Para generar electricidad están disponibles dos generadores de eje Leroy Somer accionados por los motores principales, cada uno con una potencia de 1 300 kW, y tres generadores accionados por motores diésel MaK, cada uno con una potencia de 1 100 kW. También se instaló un generador de emergencia Leroy Somer propulsado por un motor diésel Volvo Penta con una potencia de 280 kW.
El ferry tiene cuatro cubiertas para vehículos. Una plataforma continua para vehículos se encuentra en la cubierta 3. Se puede acceder a él a través desde una rampa en proa y dos en popa. La rampa de proa se encuentra detrás de una visera de proa que se abre lateralmente. Existen plataformas para vehículos adicionales debajo y encima de la cubierta principal. Se puede acceder a la plataforma para vehículos debajo de la cubierta principal (Cubierta 2) a través de una rampa plegable y a la plataforma para vehículos sobre la cubierta principal (Cubierta 5) se puede acceder a través de dos rampas fijas en la zona trasera del ferri. También se puede acceder a la cubierta 5 a través del castillo de proa del barco, que está cerrado con una puerta que se puede abrir hacia arriba. En la cubierta 5 está suspendida otra plataforma para vehículos de altura regulable (cubierta 6) y dividida en varias secciones.
Por encima de las cubiertas para vehículos hay cuatro cubiertas adicionales (cubiertas de 7 a 10). Tres de estas cubiertas (cubiertas de 7 a 9) albergan instalaciones para pasajeros, incluidos salones, restaurante, bar y área de juegos para niños. Dispone de 46 camarotes de pasajeros, 40 camarotes de cuatro camas y 6 camarotes de dos camas, así como sillones reclinables disponibles a bordo. Se han habilitado camarotes adicionales para la tripulación del barco, para quienes también existen comedores y salones disponibles. El puente de mando está situado en la cubierta superior, en la zona de proa. Se encuentra cerrado en todo el ancho. Para una mejor visión general al atracar, soltar amarras y navegar en canales estrechos, las levas se extienden ligeramente más allá de la manga del buque. 
El Martín i Soler está equipado con dos estabilizadores de aletas. El alcance del barco es de unas 3 200 millas náuticas y de unas 750 millas náuticas cuando opera con gas natural licuado.
Cuenta con licencia para 1 200 personas, 1 164 pasajeros y 36 tripulantes. Está equipado con dos sistemas de evacuación de varios botes salvavidas.